# Ралте (община)
Ралте (нидерл.  Raalte) — община в провинции Оверэйссел (Нидерланды).

## Состав
Община состоит из следующих деревень (в скобках указано население на 2019 год):
- Брукланд (1 130)
- Хетен (3 660)
- Хейно (7 110)
- Лаг-Зютем (555)
- Лирдерхолтхёйс (485)
- Люттенберг (2 275)
- Мариенхем (1 465)
- Ниу-Хетен (1 145)
- Ралте (19 665)

## География
Территория общины занимает 172,29 км². На 1 августа 2020 года в общине проживало 37 782 человека.